# Jerzy Rządkowski

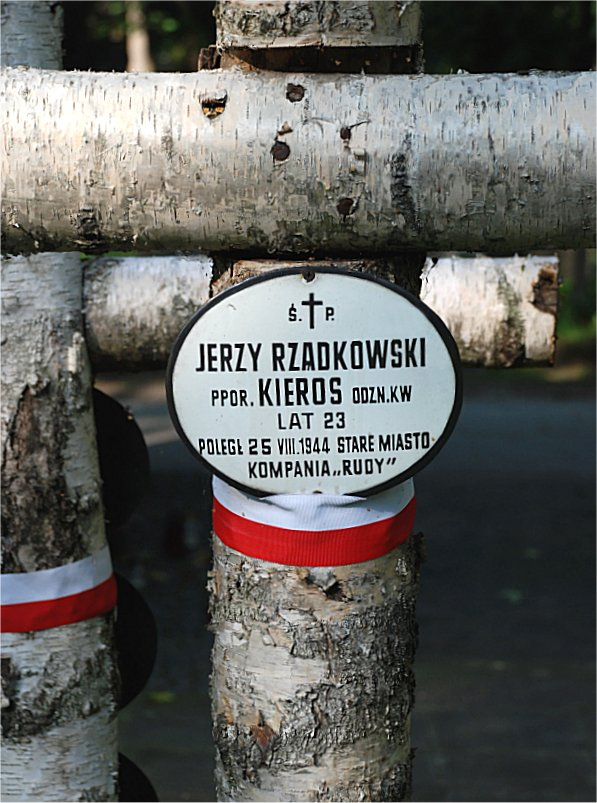
Mogiła na Powązkach

Jerzy Rządkowski ps. Kieros (ur. 16 lutego 1922, zm. 25 sierpnia 1944 w Warszawie) – podporucznik, uczestnik powstania warszawskiego jako dowódca drużyny w szeregach III plutonu „Felek” 2. kompanii „Rudy” batalionu „Zośka”.
Od 1934 roku należał do 80 Drużyny Harcerskiej im. Jędrzeja Śniadeckiego. Podczas okupacji niemieckiej działał w polskim zbrojnym podziemiu. 
W powstaniu warszawskim walczył głównie na Woli i na Starym Mieście. 11. dnia powstania warszawskiego wraz z czterema żołnierzami (Jerzy Gawin, Andrzej Samsonowicz, Tadeusz Sumiński, Wojciech Markowski) i trzema sanitariuszkami (Irena Kołodziejska, Grażyna Zasacka, Stefania Grzeszczak), został odcięty od batalionu podczas walk w obronie cmentarzy wolskich. Grupa ta, po stratach, w dniach następnych przeszła do Kampinosu, stamtąd na Żoliborz, później zaś, przechodząc kanałami na Stare Miasto dotarła 24 sierpnia do swego oddziału.
Poległ następnego dnia – 25. dnia powstania warszawskiego w rejonie ul. Franciszkańskiej na Starym Mieście. Miał 22 lata. Pochowany w kwaterach żołnierzy i sanitariuszek batalionu „Zośka” na Wojskowych Powązkach w Warszawie (kwatera A20-4-21).
Został odznaczony Krzyżem Walecznych. 